# Візитка Яроша

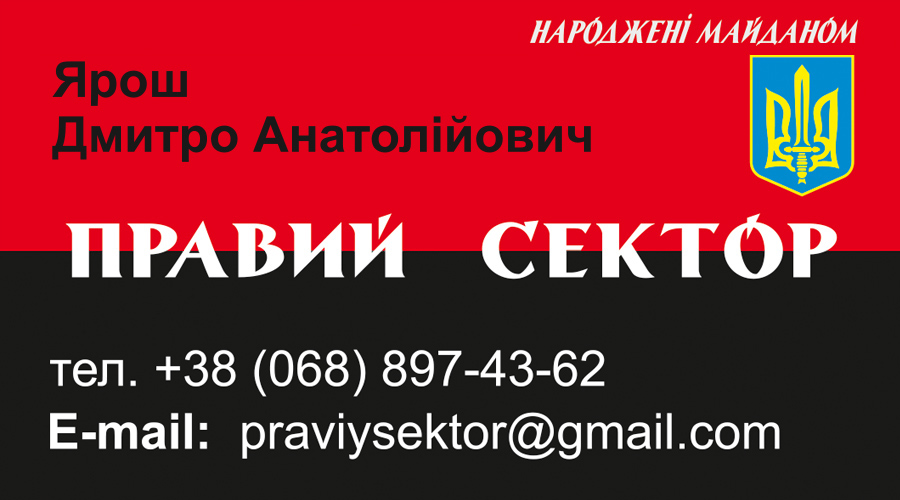
«Візитка Яроша» — інтернет-мем, який виник в інтернеті у відповідь на позначення пред'явлень російської пропаганди, котра подавала візитку Яроша в якості доказу у новинах, які насправді були оцінені аудиторією як підроблені новини чи фейкові докази.

«Візитка Яроша» — інтернет-мем, що виник 20 квітня 2014 року, як висміювання пропаганди російських ЗМІ та сепаратистів, котрі як доказ причетності Правого сектора до перестрілки у Слов'янську надавали візитівку, знайдену, як припускалося, в ущент згорілому автомобілі. У зв'язку з цим виникли меми про незнищенність та надприродну силу візитівки.
У інтерв'ю від 22 квітня 2016 року Дмитро Ярош повідомив, що візитівка насправді існувала, і була серед особистих речей у водія Правого сектора, який загинув 20 квітня 2014 року і чиє тіло не змогли забрати з поля бою.

## Історія виникнення
20 квітня 2014 року внаслідок перестрілки неподалік Билбасівки під Слов'янськом загинули три місцеві жителі і два нападники. Міністерство закордонних справ Росії і деякі російські ЗМІ звинуватили в цьому «Правий сектор». «Правий сектор» звинувачення спростував, а Служба безпеки України заявила, що до провокацій у Слов'янську причетні спецслужби Росії. У той же час, за повідомленнями російського телеканалу LifeNews, після збройної сутички на місці подій було знайдено візитну картку лідера «Правого сектора» Дмитра Яроша: у нападників нібито виявили кулемет (німецький, часів Другої світової війни), прилад нічного бачення, карти; за твердженням LifeNews, на місці подій залишилася візитівка Дмитра Яроша, американські долари і зброя.

### Реакція
За свідченням заступником голови Дніпропетровської ОДА Бориса Філатова, до цього інциденту в Яроша взагалі не було візитівки. Сам Ярош пізніше уточнював, що колись їх мав, але іншого вигляду. Після поширення мему візитівки показаного російськими ЗМІ дизайну були виготовлені Дніпровським «Правим сектором» і роздавалися охочим.

Даючи прес-конференцію під час президентських перегонів, Дмитро Ярош заявив: 
|  | Ви не побачите моєї широкомасштабної агітаційної кампанії, ну, хіба трохи візитівок Яроша. Зараз необхідно витрачати гроші не на піар |

«Візитка Яроша» неодноразово з'являлася також в телепередачах за його участю.

## «Візитка Яроша» як мем
В інтернеті поширилися жарти, які базувалися на припущенні, що автомобілі нападників повністю згоріли, але речі, зокрема візитна картка Дмитра Яроша, залишилися цілими. Це дало підставу сумніватися в правдивості твердження телеканалу LifeNews і вважати, що повідомлення було елементом російської пропаганди. Тег «#ВізиткаЯроша» (рос. «#ВизиткаЯроша»), під якими публікуються жарти і пародії на цю тему, у день сутички 20 квітня швидко очолив тренди україномовного і російськомовного сегменту Twitter.

### В культурі
Гуртом «Крихітка» була створена пісня «Візитівка», присвячена мему.

## Підтвердження існування візитівки
В інтерв'ю сайту Цензор.нет 22 квітня 2016 Дмитро Ярош підтвердив існування візитівки у Михайла Станіславенка: 
|  | Мені боляче, що тіло Михайла Станіславенка забрати під вогнем не вдалось. В нього дійсно були документи та моя візитка. Всі залишили документи та власні речі, а він не був нашим бійцем, тож він попри наказ залишив візитку на пам'ять собі. |